# جرج ای. کوپ
جرج ای. کوپ (انگلیسی: George A. Cope) (زاده ۱۹۶۱) کارآفرین، بازرگان و مدیر ارشد اجرایی کانادایی است، که در حال حاضر به‌عنوان مدیر عامل اجرایی و رئیس هیئت مدیره شرکت بل کانادا فعالیت می‌کند.